# Аушвиц
 Тази статия е за концлагера.  За града в Полша вижте Освиенцим.  
Аушвиц или Освиенцим е комплекс от нацистки концентрационни лагери, построени и ръководени от Нацистка Германия в окупирана Полша по време на Втората световна война. Състои се от Аушвиц I (оригиналният концлагер), Аушвиц II Биркенау (комбинация от концентрационен и изтребващ лагер), Аушвиц III Моновиц (трудов лагер) и 45 сателитни лагера.
Аушвиц I първоначално е построен, за да държи полски политически затворници, които пристигат през май 1940 г. Първото изтребване на лагерниците е през септември 1941 г. Аушвиц II Биркенау се превръща в основен обект на „окончателното решение на нацистите по отношение на еврейския въпрос“ по време на Холокоста. От началото на 1942 г. до края на 1944 г. транспортни влакове водят евреи от цяла окупирана Европа до газовите камери на лагера, където са масово убивани с отровата „Циклон Б“, първоначално разработена да бъде използвана като пестицид. Около 1,3 милиона души са изпратени в лагера, 1,1 милиона от които умират. Около 90% от тях са евреи; приблизително един на всеки шест евреи, убити в Холокоста, са загинали в лагера. Други хора, депортирани в Аушвиц, включват 150 000 поляци, 23 000 цигани и синти, 15 000 съветски военнопленници, 400 Свидетели на Йехова и десетки хиляди други от различни националности, включително и неизвестен брой хомосексуалисти. Много от тези, които не са обгазени в камерите, умират от глад, принудителен труд, инфекциозни болести, индивидуални екзекуции и медицински експерименти. Поне 802 затворници опитват да избягат от Аушвиц, 144 от които успяват.
В хода на войната лагерът е управляван от 7000 членове на германския Шуцщафел (SS), приблизително 12% от които по-късно са осъдени за военни престъпления. Някои, включително и лагерният командир Рудолф Хьос, са екзекутирани. Съюзниците – САЩ и Англия, не реагират на ранните съобщения за жестокостите в лагера, а твърденията им за невъзможността да бомбардират лагера или железниците, по които се доставят концлагеристи, са повече от спорни и исторически нелепи.
С приближаването на Червената армия към Аушвиц през януари 1945 г. част от лагерниците са изпратени на запад в Германия, т.нар. марш на смъртта. Затворниците, останали в лагера, са освободени на 27 януари 1945 г. от съветските войски, на който ден днес се отбелязва Международният възпоменателен ден на Холокоста. През следващите десетилетия някои оцелели, като Примо Леви, Виктор Франкъл и Ели Визел пишат мемоари за своите преживявания в Аушвиц и лагерът става доминиращ символ на Холокоста. През 1947 г. Полша открива Държавен музей Аушвиц-Биркенау на територията на Аушвиц I и II и през 1979 г. става Световно наследство на ЮНЕСКО.

## История
Нацистката идеология обединява елементи на антисемитизъм, расова хигиена и евгеника и ги комбинира с пангерманизъм и териториален експанзионизъм с цел получаване на повече „жизнено пространство“ за германския народ. Веднага след завземането на властта над Германия, актове на насилие срещу евреите стават повсеместни.
През септември 1935 г. са въведени Нюрнбергските закони, които забраняват бракове между евреи и германци, извънбрачни отношения между евреи и германци и наемането на германки под 45-годишна възраст като домашни служители в еврейски домакинства. Законът за гражданство на Райха посочва, че само тези с германска кръв са определяни като граждани. Така евреите и другите малцинства са лишени от своето германско гражданство. Законите са разширени на 26 ноември 1935 г., за да включват цигани и афрогерманци. До началото на Втората световна война през 1939 г. около 250 000 от 437 000 евреи в Германия емигрират в Съединените щати, Палестина, Обединеното кралство и други страни.
Нацистка Германия нахлува в Полша през септември 1939 г. Германският диктатор Адолф Хитлер нарежда да се унищожат полските лидери и интелигенция. Приблизително 65 000 цивилни, които се смятат за по-нисши от арийската раса, са убити до края на 1939 г. В допълнение на лидерите на полското общество, нацистите убиват евреи, проститутки, цигани и душевно болни. На 21 септември SS-обергрупенфюрерът Райнхард Хайдрих, тогава директор на Гестапо, нарежда полските евреи да бъдат събрани и разпределени в градове с добри ЖП-връзки. Първоначално идеята е да бъдат депортирани на изток, вероятно към Мадагаскар. Две години по-късно, в опит да добие нова територия, Хитлер навлиза в Съветския съюз с намерението да депортира или убие евреите и славяните, живеещи там.

### Аушвиц I
След като тази част на Полша е анексирана от Нацистка Германия, Освиенцим (Аушвиц) се намира административно в Германия, провинция Горна Силезия, регирунгсбецирк Катовиц (Regierungsbezirk Kattowitz), ландкрайс Белиц (Landkreis Bielitz). Първоначално е предложена за място за концлагер за полски затворници от SS-оберфюрер Арпад Виганд, помощник на висшия SS- и полицейски лидер на Силезия Ерих фон дем Бах-Зелевски. Бах-Зелевски търси място за настаняване на затворници от силезийския район, тъй като местните затвори са претъпкани. Рихард Глюкс, ръководител на Инспектората по концентрационните лагери, изпраща тогавашния командир на концлагера Захсенхаузен Валтер Айсфелд да инспектира обекта, който вече се състои от шестнадесет разрушени едноетажни сгради, които някога са служили като австрийски, а по-късно и полски, армейски бараки и лагер за преходни работници. Райхсфюрер-SS Хайнрих Химлер, ръководител на Шуцщафел, одобрява мястото през април 1940 г., възнамерявайки да използва съоръжението за настаняване на политически затворници. SS-оберщурмбанфюрер (подполковник) Рудолф Хьос ръководи развитието на лагера и служи като първи комендант. SS-оберщурмфюрер (старши лейтенант) Йозеф Крамер е назначен за заместник на Хьос. Аушвиц I, оригиналният лагер, се превръща в административен център за целия комплекс.
Местните жители са изгонени, включително 1200 души, които живеят в бараки около казармата. Около 300 еврейски жители на Освиенцим поставят основите. От 1940 до 1941 г. 17 000 полски и еврейски жители на западните квартали на Освиенцим са изгонени от местата, разположени близо до лагера. Германците също разпореждат изселването на поляците от селата Брошковице, Бабице, Бжежинка, Райско, Плави, Харменже, Бур и Буди до Генералното губернаторство. На германските граждани се предлагат данъчни облекчения и други обезщетения, ако се преместят в района. До октомври 1943 г. пристигат повече от 6000 германци от Райха. Нацистите планират построяването на модерен жилищен район за идващите германци, включително училища, площадки за игра и други удобства. Някои от плановете напредват, включително изграждането на няколкостотин апартамента, но много от тях никога не са напълно изпълнени. Основните удобства като изхвърляне на вода и канализация са недостатъчни и болестите, пренасяни от водата – често срещани.
Броят на обитателите бързо нараства с пристигането на полската интелигенция и дисиденти, включително и полската съпротива. До март 1941 г. около 10 900 са затворници в лагера, повечето от тях поляци. До края на 1940 г. SS конфискува земя в околността, за да създаде 40-километрова „зона на интерес“, заобиколена от електрифицирани огради от бодлива тел и наблюдателни кули. Както при други нацистки концлагер, над портите стои мотото Arbeit macht frei („Трудът те прави свободен“).

### Аушвиц II – Биркенау
Победите от операция „Барбароса“ през лятото и есента на 1941 г. срещу новия Хитлеров враг, Съветския съюз, води до драматични промени в нацистката антиеврейска идеология и профила на затворниците, водени в Аушвиц. Строежът по Аушвиц II – Биркенау започва през октомври 1941 г., за да се облекчи пренаселеността в основния лагер. Райхсфюрер-СС Хайнрих Химлер планира лагерът да прибере 50 000 военнопленници, които да вършат принудителна работа. Плановете изискват разширяване на лагера, за да приюти 150 000, а по-късно и 200 000 затворници. Първоначален контингент от 10 000 съветски военнопленници пристига в Аушвиц I през октомври 1941 г., но през март 1942 г. все още са живи 945 души, които са прехвърлени в Биркенау, където повечето от тях умират от болести или глад до май. По това време Хитлер решава да унищожи евреите, така че Биркенау се превръща в трудов и унищожителен лагер. Музеят Аушвиц-Биркенау оценява, че 1,3 милиона души, 1,1 милиона от тях евреи, са изпратени в лагера по време на негово съществуване.
Началникът на строежа на Аушвиц II-Биркенау е Карл Бисхоф. За разлика от предшественика си, той е компетентен и динамичен бюрократ, който въпреки продължаващата война, завършва строежа на конструкцията, смятан за необходим. Лагерът Биркенау, четирите крематориума, новата сграда за прием и стотици други сгради са планирани и конструирани. Плановете на Бисхоф призовават всяка барака да разполага с 550 затворници (една трета от пространството, разпределено в други нацистки концлагери). По-късно той променя това на 744 затворници на барака. SS проектират бараките не толкова да приютят затворниците, колкото да ги унищожат.
Първата газова камера в Биркенау е „червената къща“ (наречена Бункер 1 от персонала на СС), тухлена къща, превърната в газово съоръжение. В действие е от март 1942 г. Втора тухлена къща, „бялата къща“ или Бункер 2, е превърната в газова камера само няколко седмици по-късно. Тези структури се използват за масови убийства от началото на 1943. В началото на 1943 нацистите решават да увеличат значително газификационния капацитет на Биркенау. Крематориум II, проектиран като морга в мазето и в надземните пещи, се превръща в завод за убиване, като се монтират газонепроницаеми врати, отвори за Циклон Б (силно смъртоносна цианидна отрова). Тя влиза в действие през март. Крематориум III е построен, използвайки същия дизайн. Крематориум IV и V, проектирани от самото начало като центрове за газификация, също са построени през пролетта. До юни 1943 г. всичките четири крематориуми са в действие. Повечето от жертвите са убити, използвайки тези четири структури.

#### Цигански лагер
На 10 декември 1942 Хитлер издава заповед за изпращане на всички синти и роми (цигани) в концентрационни лагери, включително Аушвиц. В Аушвиц II-Биркенау е отделен самостоятелен лагер за роми, известен като Zigeunerfamilienlager (Цигански семеен лагер). Първият транспорт на германски цигани пристига на 26 февруари 1943 г. и се помещава в Секция B-IIe на Аушвиц II. Приблизително 23 000 цигани са доведени до Аушвиц през 1944 г., от които 20 000 умират там. Един транспорт от 1700 полски синти и роми са убити в газовите камери при пристигането им, тъй като се е предполагало, че са болни от забелязана треска.
Циганските затворници са използвани предимно за строителни работи. Хиляди умират от тиф и нома поради пренаселеност, лоши санитарни условия и недохранване. Около 1400 до 3000 затворници са прехвърлени в други концентрационни лагери преди убийството на останалото население.

### След войната
Аушвиц II-Биркенау е освободен от Червената армия в около 15:30 ч. на 27 януари 1945 г., а главният лагер (Аушвиц I) – два часа по-късно. Военни камиони, натоварени с хляб, пристигат на следващия ден. Доброволци започват да предлагат първа помощ през следващата седмица. В началото на февруари болницата на Полския червен кръст отваря врати в блокове 14, 21 и 22 в Аушвиц I, ръководени от д-р Юзеф Белерт с персонал от 30 доброволци доктори и сестри от Краков, заедно с около 90 бивши лагерници. Критично ранените пациенти, няколко хиляди, са преместени от Биркенау и Моновиц в главния лагер. Някои осиротели деца са незабавно осиновени от жители на Освиенцим, докато други са преместени в Краков, където много от тях са осиновени от полски семейства. Останалите са настанени в сиропиталище в Харбутовице.
Болницата се грижи за повече от 45 000 пациенти (повечето от тях евреи) от 20 държави, страдащи от глад, дистрофия, гангрена, некроза, вътрешно кръвотечене и коремен тиф. Най-малко 500 пациенти умират. Помощ е предоставена от доброволци от Освиенцим и Бжешче, които даряват пари и храна, почистват болнични помещения, доставят вода, измиват пациенти, готвят ястия, погребват мъртвите и транспортират болните в колички с коне между различни локации. Осигуряването на достатъчно храна за хиляди бивши затворници е постоянно предизвикателство. Директорът на болницата лично ходи от село на село, за да събира мляко.

### Процес на военнопрестъпници
Командирът на лагера Рудолф Хьос е преследван от Британския разузнавателен корпус, който го арестува във ферма близо до Фленсбург, Германия на 11 март 1946 г. Хьос признава своята роля в масовите убийства в Аушвиц в мемоарите си и в делото срещу Върховния национален Трибунал във Варшава, Полша. Той е осъден за убийство, върнат в Аушвиц и обесен на мястото на престъпленията си на 16 април 1947 г.
Около 12% от 6500 души персонал в Аушвиц, оцелял от войната, в крайна сметка са изправени пред съд. Полша е по-активна от останалите нации в разследването на военни престъпления, като е преследвала 673 от общо 789 служители на Аушвиц, изпратени в съда. На 25 ноември 1947 г. започва процесът Аушвиц в Краков, когато Върховният национален трибунал на Полша предава на съда 40 души от бившия персонал в Аушвиц. Обвиняемите на процеса са командващият Артур Либехеншел, началникът на лагера на жени Мария Мандел и водачът на лагера Ханс Аумайер. Процесите приключват на 22 декември 1947 г. с 23 смъртни присъди, 7 наказания за лишаване от свобода и 9 осъдителни присъди от три до петнадесет години. Ханс Мюнх, лекар от SS, за когото няколко бивши затворници свидетелстват в негова полза, е единственият, който е оправдан.

## Структура
Комплексът се е състоял от 3 основни лагера:
- Аушвиц 1 е служил за административен център на целия комплекс.[4] Основан е на 20 май 1940 г. върху основите на кирпичени две и триетажни полски, а по-рано и австрийски казарми. Първата група, в която влизали 728 полски политически затворници е изпратена в лагера още на 14 юни същата година.

- Аушвиц 2 е това, което обикновено се подразбира като се говори за Освиенцим. Там, в едноетажни дървени бараки, се били държани стотици хиляди евреи, поляци, цигани и хомосексуални. Жертви на този лагер стават повече от милион души. Строителството на тази част на лагера започва през октомври 1941 г. Известният като Биркенау, Аушвиц 2 имал 4 газови камери и 4 крематориума. Недалеч от Освенцим се намирали и още около 40 неголеми лагера, общо известни като Освенцим 3.

Новите затворници идвали ежедневно с влакове от цяла окупирана Европа. Идващите се делели на 4 групи. Първата група се отправяла веднага към газовите камери. Това били преди всичко жени, деца, старци и всички, които не минат пред комисията по пригодност за работа. Втората група затворници се отправяли на работа към индустриални заводи на различни компании. В комплекса Освенцим около 405 000 затворници били изпратени към фабриките от 1940 г. до 1945 г. От тях, повече от 340 000 починали от болести или били убити. Запазен е случаят, когато немският магнат Оскар Шиндлер спасява около 1000 евреи, откупувайки ги за работа в своята фабрика и извеждайки ги от Освиенцим към Краков. Третата група, в която влизали близнаци и малки хора, били отвеждани за различни медицински експерименти, в частност при доктор Йозеф Менгеле, известен с името „ангел на смъртта“. В четвъртата група имало предимно жени, които формирали групата „Канада“ и били за лично използване от нацистите в качеството им на прислужници и лични слуги. Името „Канада“ било избрано като издевателство над полските затворници – в Полша думата „Канада“ често се използвало като възклицание при вида на скъп подарък. Първите полски емигранти често изпращали подаръци на роднините си от Канада. Освенцим частично е обслужван от затворници, които периодично били убивани и заменяни с нови. За реда в концлагера отговаряли 6000 члена на СС.
През 1943 г. на територията на лагера е сформирана съпротива, която помогнала на няколко затворници да избягат, а през октомври 1944 г. групата разрушила един от крематориумите. Когато през 27 януари 1945 г. съветската армия превзема Освиенцим, те намират там около 7500 оцелели. Повече от 58 000 затворници били убити от немците. В памет на жертвите от лагера през 1947 г. Полша създава музей на територията на Освиенцим.
- Аушвиц 3 е група от неголеми лагери, създадени около общия комплекс. Най-големият от тези лагери е бил Мановиц, водещ името си от полско село, разположено на неговата територия. Започва да функционира през май 1942 г. и е придаден към компанията IG Farben. Тези лагери редовно били посещавани от лекари, които отбирали слабите и болните за газовите камери на Биркенау.

В Аушвиц-Бикернау са депортирани повече от 1 300 000 души от цяла Европа. От тях 1 100 000 са били убити, като 1 000 000 от тях са били евреи. Около 900 000 от депортираните са директно изпращани в газовите камери или разстрелвани. Още 200 000 умират от болести, недохранване, мъчения, медицински експерименти или по-късно от обгазяване.
Останките от лагера са достъпни като държавен музей „Аушвиц-Биркенау", паметник на холокоста и еврейско гробище. От 1979 г. тази област е въведена в списъка за световно културно и природно наследство на човечеството.

## Опити за бягство и въстанието на зондеркомандосите
Общо близо 700 задържани са се опитвали да избягат от Аушвиц, което се удало само на 300 от тях. Опитът за бягство е бил наказван с гладуване, често също са били задържани и другите членове на семейството на опиталия да избяга и са били подлагани на сплашвания в Аушвиц I. Друг вид наказание било изтезаването на участниците в бягството.
На 7 октомври 1944 г. въстават еврейските зондеркомандоси (арестантите, които трябвало да заслужат да бъдат изпратени в газовите камери или в крематориумите и които били държани отделно от другите командоси). Задържаните жени внесли тайно експлозиви в една фабрика за производство на оръжие, което довело до унищожението на Крематориум IV. Накрая всички задържани опитали масово да избягат, но всички 250 избягали били скоро хванати и убити.

## Информацията за лагера на съюзниците
Биещите се против Германия съюзници, имали от 31 май 1944 г. подробни въздушни снимки на всички лагери. За първи път през 2003 г. „Royal Air Force“ публикува снимки от разузнавателните полети над Аушвиц, върху които могат да се видят горящи планини от трупове. Рудолф Врба и Алфред Ветцлер, измъкнали се арестанти, са съставили точни описания и карти на лагера, които през лятото на 1944 г. достигат до Съюзниците. Витолд Пилецки, който доброволно е влязъл в лагера, е изпращал многобройни доклади на съюзниците (неговото задържане е било някъде между 19 септември 1940 и 27 април 1943 г.). Неговата организация Związek Organizacji Wojskowej (ZOW, Военна организация Връзка)  е предоставяла на полската съпротива информация за лагера и немските дейности, извършвани там. От октомври 1940 г. ZOW изпраща доклади до Варшава, а от март 1941 г. докладите на Пилецки за полската съпротива били изпращани на британското правителство в Лондон, които служели на съюзниците като важен източник на информация за Аушвиц. По-късните допълнителни доклади се издавали от избягалите Рудолф Вбра и Алфред Ветзлер (април 1944).
Съюзническите въздушни сили на Англия и САЩ твърдят, че са били в невъзможност да бомбардират лагера на смъртта или релсите там, въпреки че на 13 септември 1944 г. американски бомбардировачи бомбардират германска военна инфраструктура в непосредствена близост, като нанесли значителни щети.

## Събаряне на лагера
Дейността на някои крематориуми и газови камери от концентрационния лагер е била прекъсната още от ноември 1944 г. Пещите за горене са били демонтирани и е трябвало да бъдат отново построени във все още считания за сигурен концентрационен лагер Маутхаузен. Последните крематориуми били взривени от националсоциалистите малко преди освобождаването на лагера през януари 1945 г.

## Освобождение
Между 17 януари и 23 януари 1945 г. са били евакуирани едва 60 000 арестанти и с маршова стъпка към изток преселени. В лагерите и външните постове 7500 арестанти са били оставени, тъй като са били прекалено слаби или болни, за да могат да маршируват. Повече от 300 са били разстреляни. Предполага се, че една планирана унищожителна акция е била предотвратена поради бързото напредване на Червената армия.
Първоначално главният лагер Моновиц е бил освободен преди обяд на 27 януари 1945 г. от частите на 60-а армия на Първи украински фронт на Червената армия по заповед на Павел Курочкин. От изоставените там задържани (данните показват, че са наброявали от 600 до 850 души) 200 са умрели в последвалите дни на изтощение, въпреки оказаната медицинска помощ.
Щамлагерът и Аушвиц-Биркнау са били окончателно освободени следобед на 27 януари. В Биркенау са били почти 5800 изтощени и болни арестанти, от тях за 4000 жени не са били положени грижи. Дезинфекцираните бараки са били обзаведени с полеви лазарети, в които са се грижели за недохранените и инфекциозно болните.
Няколко дни по-късно светът е бил информиран за зверствата. Търсачите са намерили повече от един милион дрехи, приблизително 45 хил. чифта обувки и 7 тона човешка коса, които са били оставени от СС.